# Theodor Lindner
Ernst Friedrich Theodor Lindner, född 29 maj 1843 i Breslau, död 24 november 1919 i Halle an der Saale, var en tysk historiker.
Lindner anställdes 1874 som extra ordinarie professor vid universitetet i Breslau, blev 1876 ordinarie professor vid akademien i Münster och övergick 1888 till universitetet i Halle an der Saale, där han verkade fram till 1913. 
Lindner bedrev ett omfattande författarskap, framför allt inom medeltidens historia. Hit hör specialundersökningar, såsom Das Urkundenwesen Karls IV. und seiner Nachfolger (1882), Die Fabel von der Bestattung Karls des Grossen (1893) och Die sogenannten Schenkungen Pippins, Karls des Grossen und Ottos I an die Päpste (1896) samt ett par studier över kurfursteprivilegiets utveckling vid de tyska kungavalen, vilkas resultat dock icke är obestridda: Die deutschen Königswahlen und die Entstehung des Kurfurstenthums (1893) och Der Hergang bei den deutschen Königswahlen (1899). 
Likaledes en frukt av källstudier och originalundersökningar är det stora arbetet Geschichte des Deutschen Reiches unter König Wenzel (två band, 1875, 1880); det utgavs såsom del I i en Geschichte des Deutschen Reiches vom Ende des 14. Jahrhunderts bis zur Reformation, men någon fortsättning kom aldrig. I stället utarbetade han för "Bibliothek deutscher Geschichte" en sammanfattande Deutsche Geschichte unter den Habsburgern und Luxemburgern (två band, 1890, 1893). 
Till en övervägande populär framställning övergår han i Geschichte des deutschen Volkes (två band, 1894), en livligt skriven och väl genomförd översikt; av intresse för svenska läsare är bland annat hans oförbehållsamma uppskattning av Gustav II Adolf, av vars person och verk han ger en god karakteristik (sedan ytterligare utförd i hans "Weltgeschichte"). 
Från detta flitiga författarskap inom tysk historia vände sig Lindner till studier över mänsklighetens allmänna utveckling. År 1901 utkom Geschichtsphilosophie (andra upplagan 1904; svensk översättning, med särskilt företal av författaren, 1908) och samtidigt första bandet av en Weltgeschichte seit der Völkerwanderung (nio band, till första världskrigets ursprung, avslutat 1916, andra upplagan i tio band 1920-21). Det förra arbetet går inte djupare in på de historisk-vetenskapliga principfrågor, som då diskuterades av bland andra Karl Lamprecht; Lindner karakteriserar själv sin ståndpunkt som empirisk, och hans "filosofi" utgörs av en del reflektioner över beständighet och föränderlighet i människornas samhällsliv, över växelverkan mellan massor och individer, över nationalitetsbegrepp och rasskillnader, materiella och andliga faktorer i den historiska utvecklingen. 
Lindners "Weltgeschichte" är, enligt förordet, avsedd att omsätta dessa principer i en historisk framställning av den europeiska kulturutvecklingen i dess helhet. Arbetet strävar konsekvent efter att framhålla utvecklingens olika sidor, de politiska, ekonomiska, sociala, religiösa och så vidare i deras inbördes sammanhang ("det finns blott en historia, och den låter sig icke anatomiskt sönderdelas i politisk eller social eller kulturell", är en av hans satser). De första delarna, i vilka författaren rör sig på sitt specialområde, medeltiden, lyckades bättre än de senare, där framställningen ofta förefaller mindre genomarbetad. Lindner utgav från 1893 "Hallische Beiträge zur Geschichtsforschung".